# 峡州
峡州，又称硖州，南北朝到明朝的州。
北周武帝时，改拓州为峡州，因为在三峡之口得名。治所在夷陵县（今湖北省宜昌市西北，唐朝在今宜昌市，宋朝末年在江南，元朝回江北）。相当于今湖北省宜昌市、远安县、枝江市。隋朝大业三年（607年）改夷陵郡。唐朝初年，复名峡州。天宝初改夷陵郡。乾元元年（758年）复改峡州。1280年，升为峡州路，相当于今湖北省宜昌市、长阳县、枝江市。1364年，吴王朱元璋废除峡州路，改为峡州。1376年，峡州改为夷陵州。
| 唐朝峡州辖县 | 唐朝峡州辖县                                 |
| ------------ | -------------------------------------------- |
| 619年        | 夷陵县、远安县                               |
| 634年        | 夷陵县、远安县（宜都县、长阳县、巴山县来属） |
| 635年        | 夷陵县、远安县、宜都县、长阳县、巴山县       |
| 749年        | 夷陵县、远安县、宜都县、长阳县（废除巴山县） |

唐朝峡州刺史
- 许绍（619年—621年）
- 许智仁（武德年间）
- 薛範（贞观初年）
- 姚懿（659年—662年）
- 来恒（唐高宗时）
- 赵师立（唐高宗时）
- 王师顺（武周时）
- 郑勉（718年）
- 卢昭（开元年间）
- 夷陵郡太守
- 郭南金（唐肃宗时）
- 刘伯华（大历初年）
- 杨子琳（769年）
- 薛珏（大历年间）
- 李舟（建中初年）
- 李某（贞元年间）
- 皇甫澈（799年）
- 王仲舒（810年）
- 韦顗（816年）
- 杜黄中（元和年间）
- 王建侯（长庆年间）
- 刘垍（831年）
- 崔某（834年）
- 孟琯（835年）
- 董昌龄（836年）
- 裴夷直（大中年间）
- 田某（大中、咸通年间）
- 吴植（大中、咸通年间）
- 杨埴（咸通年间）
- 卢某（871年）
- 潘章（886年）
- 李授（光启末年）
- 冯藻（895年）
- 崔昌遐（896年）
- 陆扆（896年—897年）
- 赵匡明（光化、天复年间）
- 孙肇（903年）
- 卢誧